# Modest Sossenko

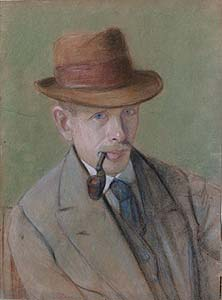
Modest Sossenko, Selbstbildnis 1915

Modest Danylowytsch Sossenko (ukrainisch Модест Данилович Сосенко; * 28. April 1875 in Porohiw, Galizien, Österreich-Ungarn; † 4. Februar 1920 in Lwiw, Zweite Polnische Republik) war ein ukrainischer Maler und Monumentalkünstler.

## Leben
Modest Sossenko kam im Dorf Porohiw des österreichischen Kronlands Königreich Galizien und Lodomerien im heutigen Rajon Bohorodtschany der ukrainischen Oblast Iwano-Frankiwsk in der Familie eines Priesters zur Welt.
Mit finanzieller Unterstützung von Metropolit Andrej Scheptyzkyj studierte er von 1896 bis 1900 an der Schule der Schönen Künste in Krakau, 1901 und 1902 an der Akademie der Bildenden Künste in München und von 1902 bis 1905 an der Nationalen Kunstschule in Paris.
Er lebte ab 1906 in Lemberg (Lwiw), reiste in den Jahren zwischen 1908 und 1913 aber häufig nach Italien, besuchte 1913 die russische Ukraine und 1914 Ägypten und Palästina. Zwischen 1916 und 1918 diente er als Soldat der österreichischen Armee an der Front des Ersten Weltkriegs.
Sossenko malte Porträts, Genreszenen, Wandgemälde, Ikonostasen und Kirchenmalereien. Bei den letztgenannten kombinierte er traditionelle byzantinische Kunst mit modernen künstlerischen Ansätzen und war so ein Pionier des Neo-Byzantinismus. Er starb 44-jährig in Lwiw und wurde dort auf dem Janiwskyj-Friedhof bestattet.

## Werke (Auswahl)

### Porträts
- Atanasii Sheptytskyi
- Wolodymyr Schuchewytsch
- Porträt eines Mädchens, 1912
- Selbstporträt, 1915

### Genrebilder
- Ein Junge beim Mittagessen
- Das Gespräch
- Die Orangenverkäuferin, 1912
- Kinder auf einem Floß, 1913
- Trembitaspieler, 1914
- Studien zu Volkstänzen

### Landschaften
- Paris
- Karpaten
- Süd-Dalmatien
- Früher Frühling auf dem Lande, 1903
- Budva in der Sonne, 1918
- Sankt-Georgs-Kathedrale in Lwiw

### Monumentale dekorative Wandmalereien
- Gebäude der Ukrainischen Mykola-Lyssenko-Musikgesellschaft (heute das Lwiwer Stanislaw Ljudkewytsch-Musikkolleg) in Lwiw, 1916
- Aula und Konzertsaal des Höheren Mykola-Lyssenko-Musikinstituts in Lwiw, 1913
- Wandmalereien und Ikonostase der Paraskeva-Kirche in Puschnyky (heute ein Dorf im Bezirk Tlumatsch), 1906–1907. Zerstört.
- Erzengel-Michael-Kirche in Biltsche-Solote, 1912. Zerstört.

### Polychromie
- Erzengel-Michael-Kirche in Pidberiszi (Lwiw), 1908–1909
- Auferstehungskirche in Petschenischyn, 1907–1908. Zerstört.
- Auferstehungskirche in Rykiv (heute Dorf Poljany im Rajon Solotschiw)
- Nikolaus-Kirche in Solotschiw, 1911–1913
- Auferstehungskirche in Towmatsch (Rajon Lwiw)
- Mariä-Entschlafens-Kirche in Slawsko (zusammen mit Julian Buzmanjuk)
- Entwurf der Polychromie der Mariä-Entschlafens-Kirche (Lwiw)[3]

### Ikonen
- Ikonostase der Onuphrios-Kirche in Lwiw, 1908

### Schriften
- Verzierungen galizischer Handschriften des 16.–17. Jahrhunderts aus dem Museum der Stauropegia, 1923

## Galerie

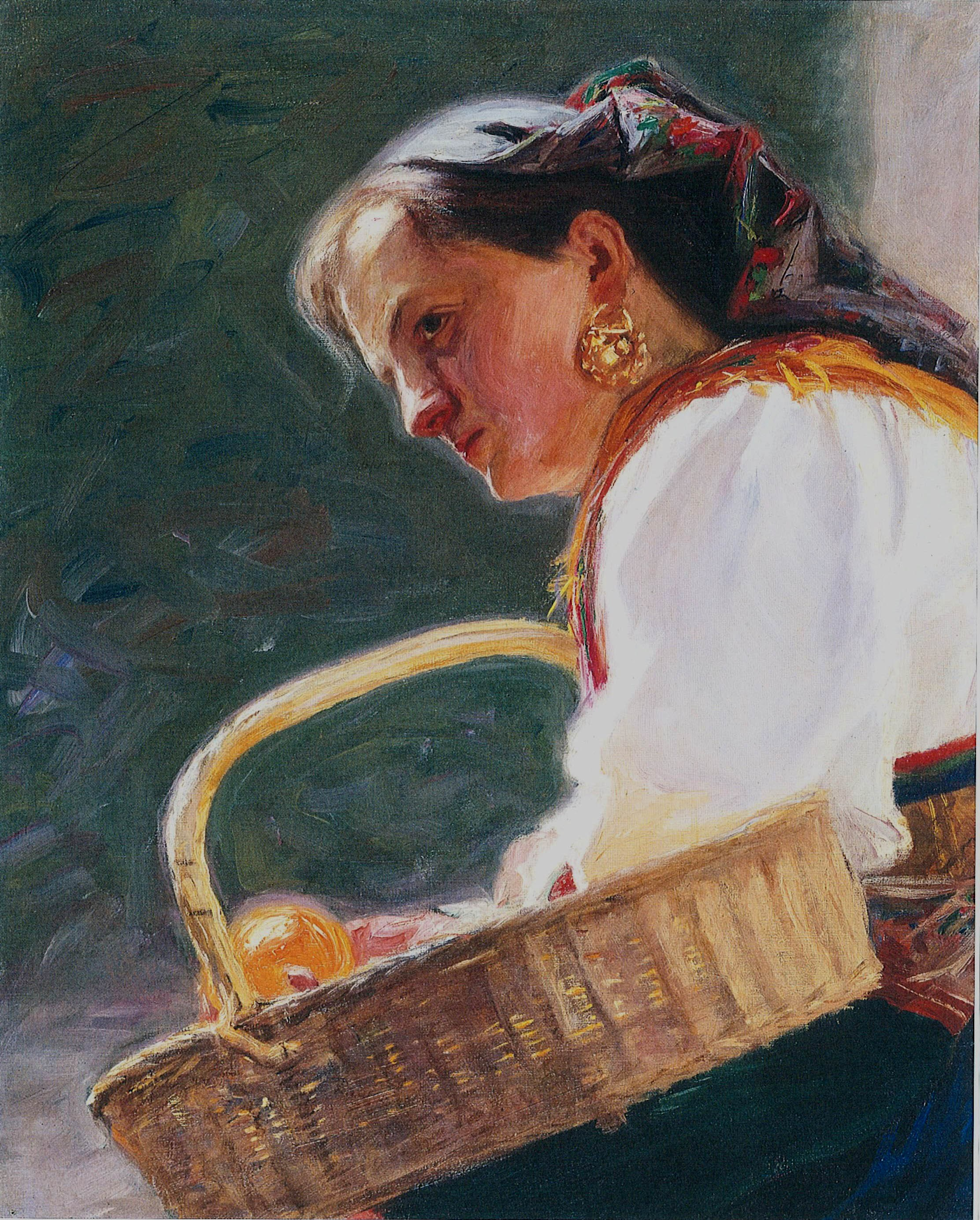
Die Orangenverkäuferin
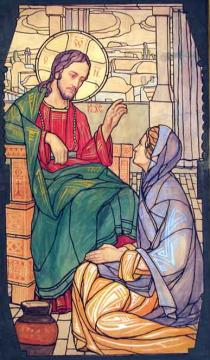
Christus und die Samariterin, Erzengel-Michael-Kirche in Pidberiszi
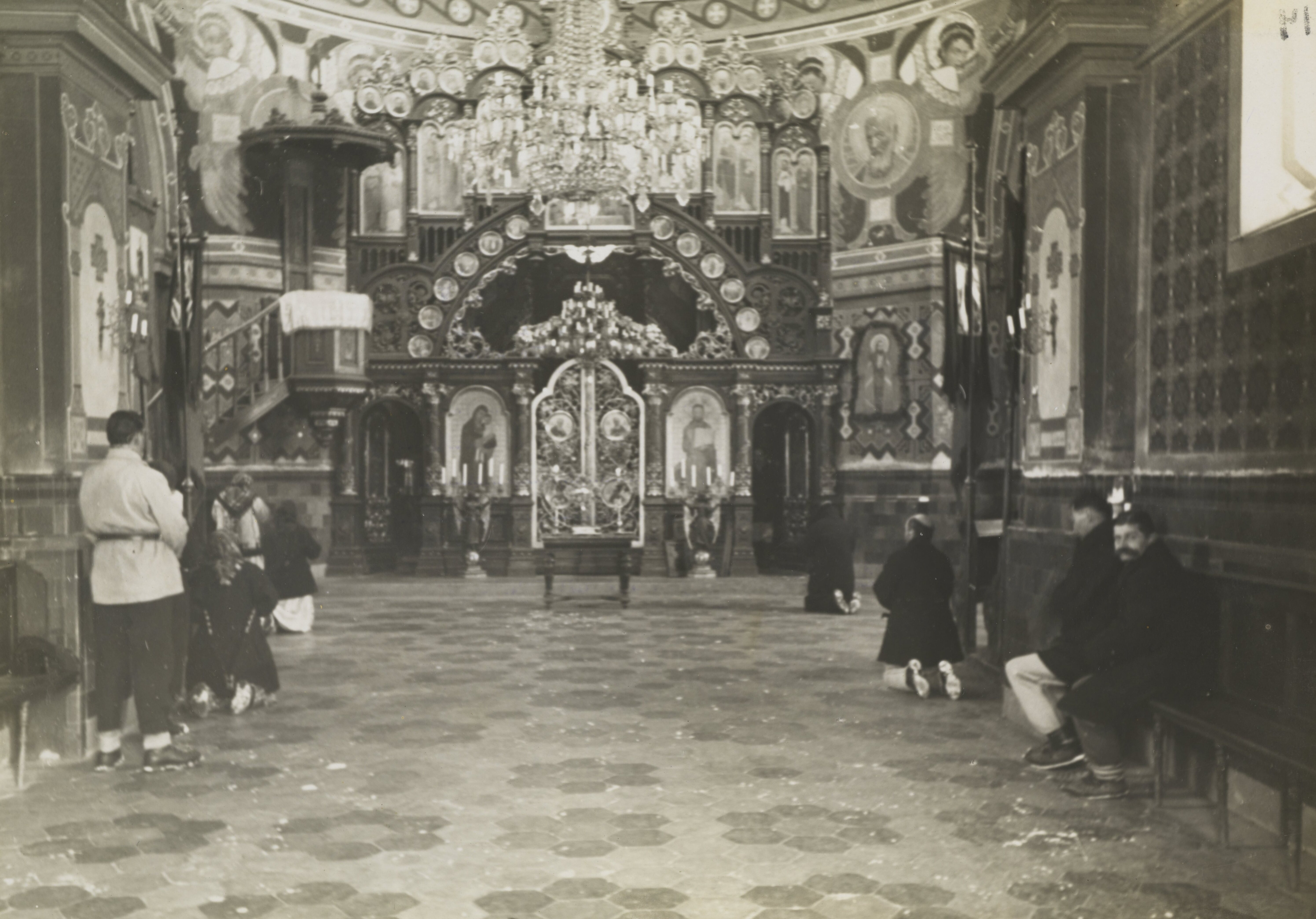
Wandmalereien in der Mariä-Entschlafens-Kirche in Slawsko
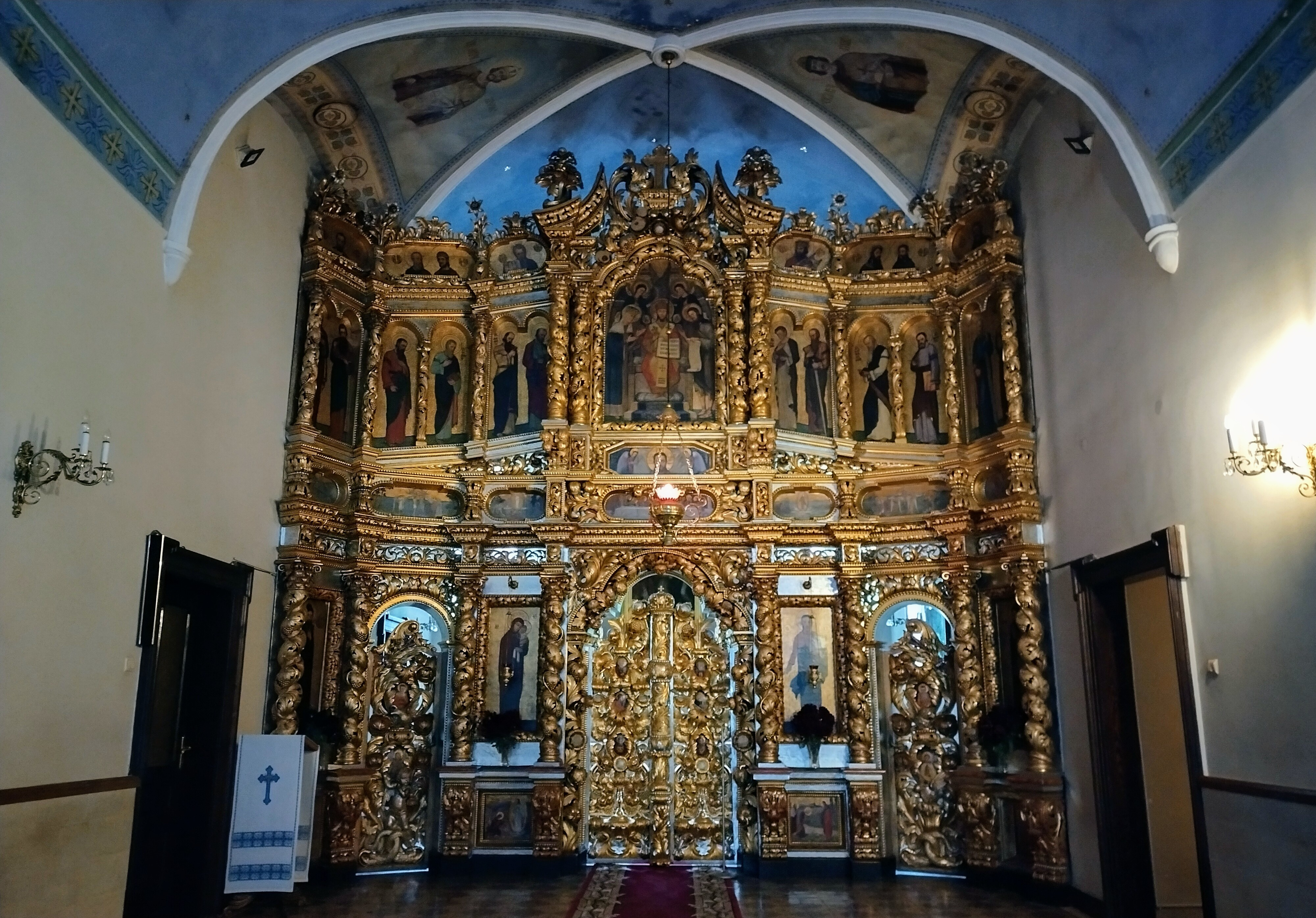
Ikonostase der Onuphrios-Kirche in Lwiw
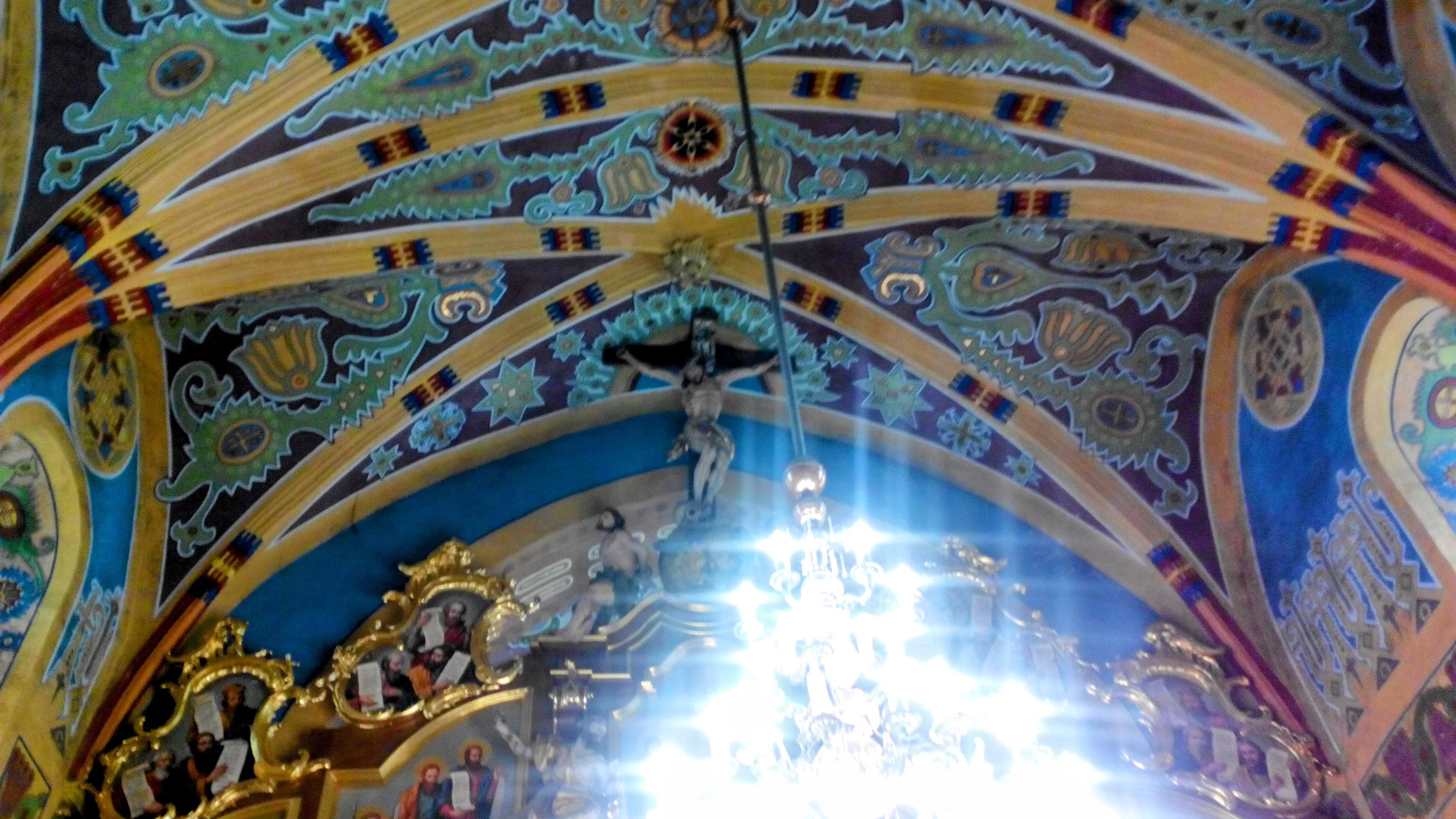
Nikolaus-Kirche in Solotschiw